# دة سلطان آباد (مقاطعة فهرج)
دة سلطان‌آباد (بالفارسية: ده سلطان‌آباد) هي قرية تقع في البلدة المركزية في إيران. يقدر عدد سكانها بـ 288 نسمة بحسب إحصاء 2016.